# Mitzi Gaynor
Mitzi Gaynor, de artiestennaam van Francesca Marlene de Czanyi von Gerber (Chicago, 4 september 1931 – Los Angeles, 17 oktober 2024), was een Amerikaanse actrice, zangeres en danseres.

## Biografie
Gaynor werd in Chicago geboren als dochter van Pauline Fisher, een danseres, en Henry von Gerber, een violist, cellist en muziekregisseur. De familie verhuisde aanvankelijk naar Detroit maar vestigde zich uiteindelijk in Hollywood toen Gaynor elf jaar oud was. Ze werd getraind als ballerina en begon haar carrière als koormeisje. Op dertienjarige leeftijd zong en danste ze voor de Los Angeles Civic Light Opera. Ze was een studente op Hollywood High School toen ze op zeventienjarige leeftijd een zevenjarig contract tekende bij 20th Century Fox.
Gaynor acteerde, zong en danste in verscheidene musicalfilms. waaronder There's No Business Like Show Business (1954) en South Pacific (1958), waarvoor ze werd genomineerd voor een Golden Globe. Hoewel ze vanaf de jaren '60 niet meer verscheen in films, maakte ze nog regelmatig gastverschijningen bij evenementen en trad ze op in haar eigen televisiespecials. In de jaren '90 werd ze een columniste voor The Hollywood Reporter.
In 1954 trouwde ze in San Francisco met talentenagent Jack Bean, met wie ze woonde in Beverly Hills. Ze bleef met hem getrouwd tot zijn overlijden in 2006.
Gaynor overleed op 17 oktober 2024 op 93-jarige leeftijd.

## Filmografie
- Bibsys: 6082877
- Biblioteca Nacional de España: XX1795290
- Bibliothèque nationale de France: cb13940248h (data)
- CiNii: DA14382812
- Gemeinsame Normdatei: 134608399
- International Standard Name Identifier: 0000 0000 8113 8327
- Library of Congress Control Number: n86041346
- MusicBrainz: d5500491-0676-4fa1-ba88-5e4bc0b74449
- National Archives and Records Administration: 10572000
- Nationale bibliotheek van Australië: 36024377
- Nederlandse Thesaurus van Auteursnamen: 167540998
- Istituto Centrale per il Catalogo Unico: LO1V268183
- SNAC: w6dr3hf9
- Système universitaire de documentation: 101545614
- Trove: 1190928
- Virtual International Authority File: 34647723
- WorldCat: E39PBJtMrwdv87GQ8yY7mHb8G3